# Andreas Olai (kyrkoherde)
Andreas Olai, född i Norrala socken, Gävleborgs län, död 1637 i Vinnerstads socken, Östergötlands län, var en svensk kyrkoherde i Vinnerstads socken.

## Biografi
Andreas Olai föddes i Norrala socken. Han blev 6 februari 1618 student vid Uppsala universitet, Uppsala. Olai prästvigdes och blev 1619 kyrkoherde i Vinnerstads socken, Vinnerstads pastorat. Han avled 1637 i Vinnerstads socken.